# Trentepohlia pacifica
Trentepohlia pacifica är en tvåvingeart som beskrevs av Alexander 1921. Trentepohlia pacifica ingår i släktet Trentepohlia och familjen småharkrankar. Inga underarter finns listade i Catalogue of Life.